# Pontiacq-Viellepinte
Pontiacq-Viellepinte là một xã thuộc tỉnh Pyrénées-Atlantiques trong vùng Nouvelle-Aquitaine miền tây nam nước Pháp.